# 晴山紋音
晴山 紋音（はれやま あやね、1995年4月14日 - ）は、日本の気象予報士、防災士。

## 略歴
岩手県出身。幼少期は父親の転勤のため北海道、宮城県で過ごす。
東京都立青山高等学校卒業後、浪人を経て慶應義塾大学経済学部に入学。
大学3年生の時に気象予報士試験に合格し、2018年に登録。在学中よりウェザーマップに所属する。
大学卒業と同時に広島ホームテレビと局契約し、現地の情報番組で気象キャスターを務めた。
2022年4月より、NHK総合『NHKニュース7』（平日版）に気象キャスターとして出演する。

## 人物
- 資格は日本漢字能力検定準1級、ニュース時事能力検定2級を所持している。
- 趣味はパラグライダー、韓国語、ミュージカル鑑賞、野球観戦。自身のX（旧Twitter）のプロフィールでは劇団四季と阪神タイガースファンであることを明らかにしている。また文鳥を飼っている[4]。
- 広島県「みんなで減災」推進大使を県内のテレビ番組に出演する予報士やキャスターと共に務めた[5]。

## 出演
☆印は現在出演中。
- みみよりライブ 5up!（広島ホームテレビ、2019年4月1日 - 2022年4月1日）
- NHKニュース7（NHK総合[3]、2022年4月4日 - ）☆